# Phragmatobia punctata
Phragmatobia punctata là một loài bướm đêm thuộc phân họ Arctiinae, họ Erebidae.